# Aptenocanthon wollumbin
Aptenocanthon wollumbin là một loài bọ cánh cứng trong họ Bọ hung (Scarabaeidae).